# Ana Serradilla
Ana Isabel Serradilla Garcia (Mexico-Stad, 9 augustus 1978) is een Mexicaans actrice. Na een paar jaar acteerervaring te hebben opgedaan in televisieseries, maakte ze in 2001 haar filmdebuut als Dianita in de komedie Un mundo raro. Sindsdien speelde ze de hoofdrol in onder meer Cansada de besar sapos en behoorde ze tot de cast van Gael García Bernals regiedebuut Déficit.

## Filmografie
- Euforia (2009)
- All Inclusive (2008)
- Déficit (2007)
- Eros una vez María (2007)
- Corazón marchito (2007)
- El brindis (2007)
- Amor de madre (2006)
- Sexo, amor y otras perversiones (2006)
- Cansada de besar sapos (2006)
- Un mundo raro (2001)

- Library of Congress Control Number: no2009014603
- Virtual International Authority File: 78907243
- WorldCat: E39PBJpV9WGRryfMhDvpDPyKh3